# Templo de Veiove

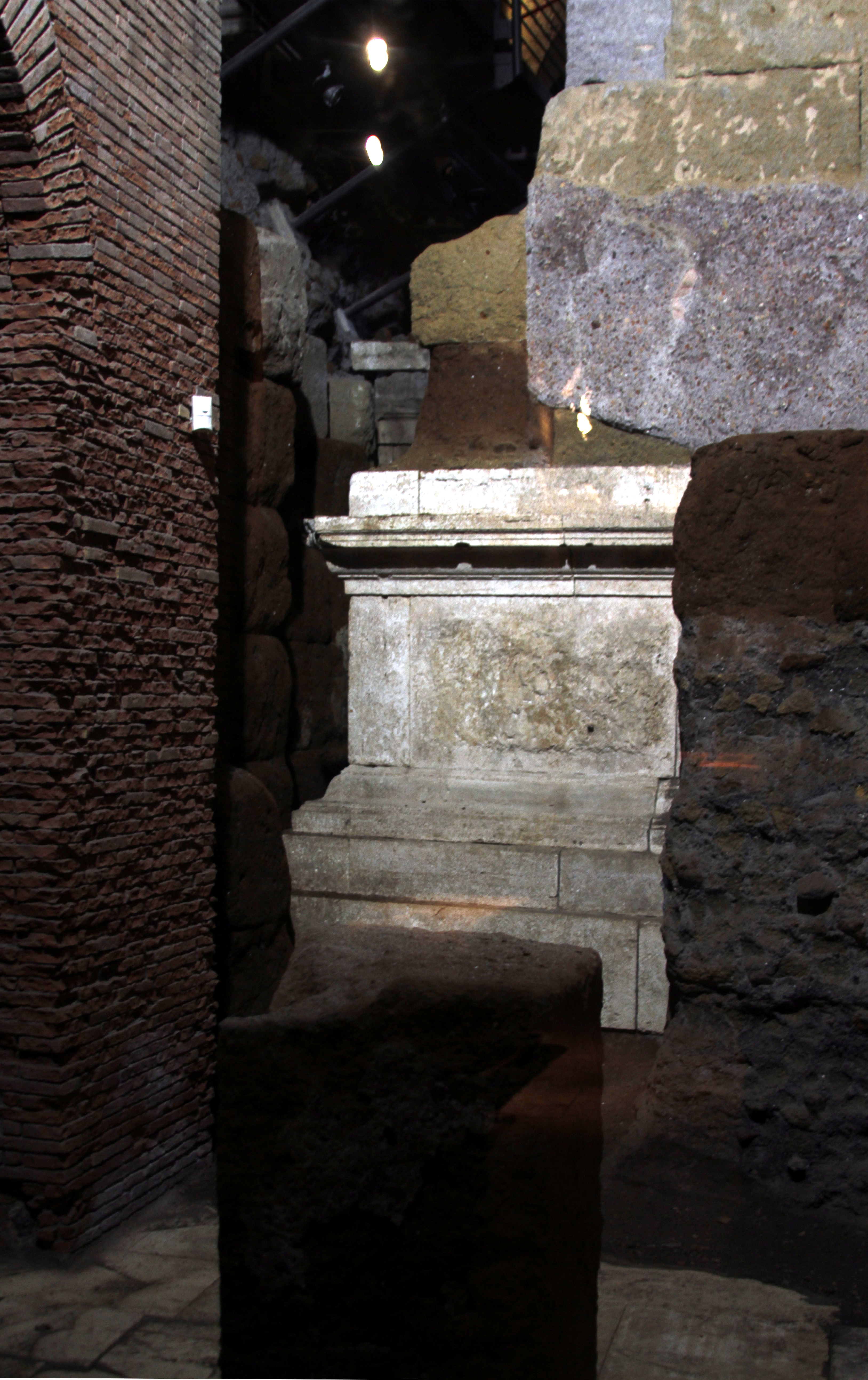
Restos del templo de Veiove bajo el Tabularium

El Templo de Veiove en la antigua Roma era el templo del dios Veiovis.

## Fuentes arqueológicas

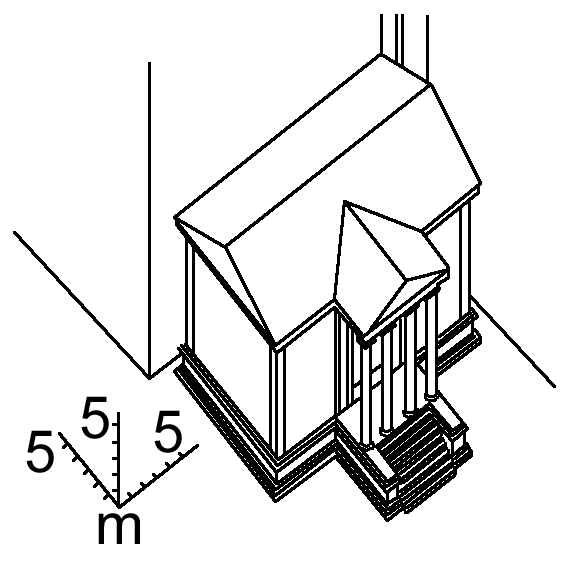
Vista axonométrica de una reconstrucción del Templo de Veiovis en su última reconstrucción.